# Vynen
Vynen es un pueblo de 2100 habitantes (2002) de Renania y parte de la ciudad de Xanten. Por primera vez fue mencionado en el Siglo XI. Hace 600 años era parte del distrito de Cléveris.
Tiene una Santa Iglesia, dos guarderías y una escuela primaria. Además tiene una asociación de tiradores. Vynen está al sur del Renania, al este de Marienbaum, al oeste del "Xantener Nord/Südsee" y al norte del parte suroeste de Wardt.
Vynen tiene su propio sitio en la red de redes.